# Vrh Svetih Treh Kraljev
Vrh Svetih Treh Kraljev je naselje v Občini Logatec. Naselje je prvič omenjeno v urbarju freizinške škofije v Škofji Loki za leto 1501. Takrat je skupaj z Dolami, Zavratcem, Izgorjami, Opalam, Račevo in Hlevnim Vrhom spadal v hlevnovrško župnijo. Vrh se je tedaj imenoval Stanimirjev Hrib. Verjetno so se prvi prebivalci priselili s Koroške. Sedež samostojne župnije je postal leta 1875, redna šola se je začela leta 1894. V vasi se je rodil podobar in slikar Jernej Jereb. Pred drugo svetovno vojno so gradili Rupnikovo linijo, med gradnjo utrdbe so našli naravno jamo. Med letoma 1952 in 1992 se je kraj imenoval Vrh nad Rovtami, saj ga je preimenovala komunistična oblast.
Kraj je znan po igrah na prostem, do sedaj so bile uprizorjene: Prisega ob polnoči, Deseti brat, Divji lovec, Rokovnjači, Pernjakovi, Plavž.